# Palaeopagurus
Palaeopagurus (лат.) — вымерший род десятиногих раков из надсемейства раков-отшельников Paguroidea. Их ископаемые остатки найдены в отложениях с позднего триаса по поздний меловой период на территории Европы (Франция и Великобритания) и Северной Америки (США). Это были донные животные-детритофаги.
Ископаемое вида Palaeopagurus vandenengeli примечательно тем, что сохранилось прямо в раковине аммонита. Наряду с отсутствием окаменелостей раков-отшельников в панцирях брюхоногих моллюсков до позднего мела, это позволяет предположить, что раковины аммонитов, возможно, играли более важную роль в ранней эволюции характерных привычек раков-отшельников жить в раковинах.

## Виды
По данным сайта Paleobiology Database, на февраль 2024 года в род включают следующие виды:
- † Palaeopagurus acutus Crônier and Courville, 2004
- † Palaeopagurus cretaceous Mertin, 1941
- † Palaeopagurus deslongchampsi Van Straelen, 1924
- † Palaeopagurus guilleaumei Van Straelen, 1924
- † Palaeopagurus jurensis Etallon, 1861
- † Palaeopagurus kellowiensis Etallon, 1861
- † Palaeopagurus laevis Van Straelen, 1924
- † Palaeopagurus morinicus Sauvage, 1891
- † Palaeopagurus neraudeaui Crônier and Courville, 2004
- † Palaeopagurus pilsbryi Roberts, 1962
- † Palaeopagurus quadratus Van Straelen, 1924
- † Palaeopagurus rumignyensis Fischer, 1969
- † Palaeopagurus serialis Carter, 1886
- † Palaeopagurus spinosus Van Straelen, 1924
- † Palaeopagurus tuberculatus Van Straelen, 1924
- † Palaeopagurus vandenengeli Fraaije, 2003